# Agriopoma
Agriopoma је род слановодних морских шкољки из породице Veneridae, тзв, Венерине шкољке.

## Врстре
Према 
- (1892) — тексашка венера

Према 
- ( & Simpson, 1901)
- (1902)
- (Dall, 1903) †
- (1902)
- (1892)
- (1902)

- Fischer-Piette, 1969 прихваћен као  (C. B. Adams, 1852)
- ( & Strong, 1948) прихваћен као  (1902)
- прихваћен као  (1902)
- (1892) прихваћен као  (1892)